# Francesc Farreras i Duran
Francesc Farreras i Duran (Manresa, el Bages, 1900 - Cuernavaca, Mèxic, 1985) fou un polític català, sisè President del Parlament de Catalunya. Estudià enginyeria agrònoma, però s'inicià en el periodisme local a Pla de Bages i El Día i al setmanari "Política" de Manresa, dels quals en serà més tard director. Alhora, fundà la Joventut Nacionalista de Manresa i el Centre Republicà.
El 1931 fou elegit diputat per Manresa de la Diputació Provisional de la Generalitat de Catalunya i més tard del Parlament de Catalunya per Esquerra Republicana de Catalunya. Fou nomenat primer secretari i després director general de la Conselleria d'Agricultura el 1931-1933. També fou secretari de Boscos, Caça i Pesca Fluvial i també president de la comissió de pressupostos del Parlament.
En esclatar la guerra civil espanyola, actuà al front d'Aragó i, durant el conflicte, fou delegat del govern català a la Caixa d'Estalvis de la Generalitat de Catalunya, entitat que exercia les funcions de banc de la Generalitat. El 1942 s'establí a Mèxic, on treballà en el sector farmacèutic i fou president de la secció de metalls de la Cambra Nacional de la Indústria de Transformació.
Alhora, fou membre actiu de l'Orfeó Català de Mèxic, on hi reorganitzà la biblioteca, president de la coral i vicepresident de l'Institut Català de Cultura. També va fundar les Monografies Bages d'història, i el 1954 fou nomenat president del Parlament de Catalunya a l'exili. Aquesta elecció va tenir lloc a l'Ambaixada d'Espanya a Mèxic, habilitada com a territori català per sengles decrets del Govern de la República i de la Generalitat.
Amb motiu de les eleccions al Parlament de Catalunya de 1980, les primeres des de la mort del general Franco, deixa d'exercir el càrrec de President mitjançant una carta de renúncia. D'aquesta manera, s'enllaça la recuperació de les llibertats democràtiques i d'autogovern amb la legalitat republicana.
També col·laborà a les publicacions de l'exili La Nostra Revista, Pont Blau, La Humanitat i Xaloc. El 1982 va rebre la Creu de Sant Jordi.

## Fons personal
El seu fons personal es conserva a l'Arxiu Nacional de Catalunya. El fons conté la documentació generada i rebuda per Francesc Farreras i Duran; documentació personal i familiar, entre la qual destaca la correspondència amb el seu nebot Antoni Farreras i Pau També documentació sobre la seva activitat política a Esquerra Republicana de Catalunya, al Parlament de Catalunya i a la Caixa d'Estalvis de la Generalitat de Catalunya.
El fons conté molt particularment dades referides al temps de l'exili, relacionada amb el govern de la República, la Generalitat de Catalunya (activitat i correspondència amb els presidents a l'exili) i el Parlament de Catalunya (exercici de la presidència i especialment de l'activitat de la Diputació Permanent). Aplega també notes, escrits i articles polítics.
Del conjunt del fons destaca la correspondència amb grans personatges de l'exili català, com ara Joan Alavedra, Josep Andreu i Abelló, Josep Maria Batista i Roca, Joan Casanellas, Pau Casals, Miquel Cunillera, Ventura Gassol, Miquel Guinart, Joan Sauret i Antoni Xirau i, especialment, amb els presidents Josep Irla i Josep Tarradellas, entre d'altres. El fons aplega també correspondència amb les autoritats polítiques mexicanes i de la Segona República a l'exili.
També cal remarcar la documentació fruit de l'activitat associativa i de la seva participació activa en diverses tasques culturals a l'exili com ara l'Orfeó Català de Mèxic, els Jocs Florals o la revista "Xaloc", així com de l'activitat de representació a l'exili.